# Benvenuto Cellini (Oper)
Benvenuto Cellini ist eine Opéra-comique in zwei bzw. drei Akten von Hector Berlioz. Das Libretto stammt von Léon de Wailly sowie Auguste Barbier. Es ist das erste Opernwerk von Berlioz, trägt die Werknummer Opus 23, entstand in den Jahren 1834–1837 und wurde am 10. September 1838 in der Pariser Oper uraufgeführt. Die Handlung bezieht sich auf das Leben des Florentiner Goldschmieds und Bildhauers der Renaissance, Benvenuto Cellini.

## Orchesterbesetzung
,2 Flöten, 2 Oboen, 2 Klarinetten, 4 Fagotte, 4 Hörner, 4 Trompeten, 2 Cornets à piston, 3 Posaunen, Ophikleide, Pauken, Schlagzeug, 2 Gitarren, 2 Harfen, Streicher

## Entstehung und Rezeption der Oper
Berlioz lernte Cellinis Autobiografie in der französischen Übersetzung von Denis Dominique Farjasse (1833) kennen und meinte selbst:

„Inzwischen ist meine Wahl auf Benvenuto Cellini als Stoff für eine zweiaktige Opera-comique gefallen. […] Seine Persönlichkeit bietet mir in vielerlei Hinsicht ein vorzügliches Thema.“

Berlioz realisierte mit den beiden Librettisten, die den Text stark veränderten und u. a. die Handlung von Florenz nach Rom verlegten, eine recht lose Anlehnung an die Autobiografie. Die Handlung beschreibt drei Tage im Leben Cellinis.
Die Uraufführung dieser ersten Oper des Komponisten in der Pariser Grand Opéra – mit Gilbert Duprez als Benvenuto Cellini und Julie Dorus-Gras als Teresa – war jedoch vor allem wegen der Länge und des enormen orchestralen Aufwands eine Enttäuschung, und Berlioz zog das Werk wieder zurück.
Franz Liszt realisierte am 20. März 1852 in einer neuen, gestrafften Fassung (sog. Weimarer Fassung) eine Wiederaufführung in deutscher Sprache. Die Oper wurde von den ursprünglichen vier Bildern auf drei Akte gekürzt und so auch 1853 in London unter Berlioz’ Leitung aufgeführt. 1856 nahm Berlioz erneut eine Änderung vor: in dieser Dialogfassung arbeitete er die musikalischen Rezitative zu gesprochenen Dialogen um. Eine geplante Aufführung dieser Fassung am Théâtre-Lyrique kam nicht zustande, die Dialogfassung wurde erst am 2. Oktober 2004 im Musiktheater im Revier in Gelsenkirchen uraufgeführt (deutsche Fassung von Peter Theiler). Auch die Pariser Urfassung war lange in Vergessenheit geraten und erst 1966 im Royal Opera House Covent Garden wieder aufgeführt.

## Handlung

### Erster Akt
In Balduccis Palast. Teresa schaut neugierig zum Fenster hinaus und wird deshalb von ihrem Vater, der Schatzmeister des Papstes und von diesem einbestellt ist, gescholten. Balducci verlässt die Tochter alsbald. Ein übermütiges Karnevalslied, von Cellini und seinen Kameraden gesungen, lockt sie wieder ans Fenster. Sie wird mit Blumen überschüttet, darin findet sie ein Briefchen Cellinis, dem sie sich insgeheim versprochen hat. Während sie noch schwankt, erscheint Cellini schon selbst und äußert seine Liebessehnsucht. Gleich darauf schleicht der Bildhauer des Papstes, Fieramosca, unbemerkt von den Liebenden herein und belauscht sie. Während Teresa und Cellini verabreden zu fliehen, kommt Balducci unerwartet zurück. Geliebter und Lauscher müssen sich verstecken. Fieramosca flüchtet in Teresas Zimmer, Cellini schleicht sich hinaus. Außer sich vor Wut entdeckt Balducci den Lauscher, der aber fliehen kann.

### Zweiter Akt
Eine Taverne. Cellini besingt Teresa. Seine Freunde kommen, um mit ihm zu zechen. Eine rauschende Feier nimmt ihren Lauf, doch Cellinis Geldbeutel ist leer, und der Wirt weigert sich, den Wein anzuschreiben. Cellinis Lehrling Ascanio überbringt ihm Geld vom Papst, an dessen Aushändigung allerdings die Bedingung geknüpft ist, dass Cellini bis zum anderen Tag den Guss seiner Perseus-Statue vollendet. Cellini verspricht es. Ascanio händigt den mickrig bemessenen Betrag aus – wütend darüber beschließen die Freunde, Balducci dafür einen Streich zu spielen. Unglücklicherweise belauscht Fieramosca auch diesen Plan. Während sich die Künstlerschar auf den Weg macht, ihren Plan auszuführen, erzählt Fieramosca seinem Freund Pompeo, wie man ihm mitgespielt hat. Beide kommen überein, Cellinis Entführungsplan zu vereiteln, indem sie in derselben Maskierung erscheinen, in der die Liebenden fliehen wollen.
Der Colonna-Platz in Rom. Maskentreiben. Balducci und seine Tochter sind im Gedränge, auch Cellini und sein Freund Ascanio in Vermummung. In Schaubuden verhöhnt man den päpstlichen Schatzmeister, der wutschnaubend den Urhebern dieser Posse Rache schwört. Cellini und Ascanio nähern sich Teresa, als Fieramosca und Pompeo in derselben Maske auftauchen. Die vier Vermummten geraten in Streit, und im Handgemenge wird Pompeo von Cellini erstochen. Das Volk hält Cellini fest. Da kündet ein Kanonenschuss vom Ende des Karnevals. In dem Tumult, der nun entsteht, gelingt es Cellini, zu entwischen. Statt seiner wird Fieramosca als Mörder ergriffen.

### Dritter Akt
Eine Straße in Rom, vor Cellinis Gießerei. Teresa, die dem chaotischen Treiben heil entfliehen konnte, erwartet Cellinis Wiederkehr. Eine Schar weiß gekleideter Mönche zieht vorüber, aus ihr tritt Cellini, glücklich, dass er seine Geliebte wiedersieht. Er will noch in dieser Nacht fliehen, vergisst aber den päpstlichen Auftrag. Balducci naht, überschüttet Teresa mit Vorwürfen und erklärt ihr, dass sie noch heute Fieramosca ihre Hand reichen müsse. Der Papst Clemens VII. wird Zeuge der Auseinandersetzung. Da Balduccis wider Cellini erhobene Anklagen seinen Zorn erregt haben, befiehlt er, ein anderer als Cellini solle die Perseus-Statue vollenden. Cellini droht daraufhin, sein Modell zu zertrümmern. Der Papst gewährt dem Künstler eine letzte Gnadenfrist, zudem Straffreiheit für die Tötung Pompeos unter der Bedingung, dass er den Guss sofort vollendet. Cellini fordert zudem Teresas Hand – auch dieses Zugeständnis wird ihm gemacht. Der Papst will sofort den Guss bewerkstelligt sehen, doch Cellini hat nicht genug Metall. Er fleht die Götter um Beistand an und lässt sämtliche Statuen seiner Werkstatt einschmelzen. Bewundernd stehen am Ende alle vor dem genialen Meisterwerk, das dem Künstler die Vergebung des Mordes und die Hand seiner Geliebten einträgt.

## Wichtige Aufführungen
- 20. März 1852, Uraufführung der Weimarer Fassung in drei Akten (in der Synopse behandelt)
- 2. Februar 1879 in Hannover unter Hans von Bülow
- 1894 in Prag, tschechische Erstaufführung
- 1896 in Berlin
- 3. April 1913 zur Einweihung des Théâtre des Champs-Élysées
- 1929 in Dresden
- 1961 beim Holland-Festival
- 1964 in Genf
- 15. Dezember 1966 London (Rekonstruktion der Urfassung)
- 1967 Neapel
- 1969 Leningrad
- 1972 Paris, Grand Opéra
- 2007 Salzburger Festspiele, Wiener Philharmoniker, Waleri Abissalowitsch Gergijew, Inszenierung Philipp Stölzl
- 2014 English National Opera, Inszenierung: Terry Gilliam – Koproduktion mit De Nederlandse Opera (Amsterdam) und Gran Teatre del Liceu (Barcelona)
- 2019 auf einer Europa-Tournee erstmals auf historischen Instrumenten in einer halbszenischen Aufführung: Orchestre Révolutionnaire et Romantique, Monteverdi Choir unter Sir John Eliot Gardiner

## Diskografie
- 1972, Colin Davis, BBC Symphony Orchestra, Philips
- 1973, Seiji Ozawa, Chor und Orchestra Sinfonica della RAI di Roma, Opera d'Oro
- 2003, John Nelson, Orchestre National de France, Virgin
- 2006, Roger Norrington, MDR-Rundfunkchor Leipzig, Radio-Sinf.orch. Stuttgart, Hänssler
- 2009, Gergiev, Chor der Wiener Staatsoper und Wiener Philharmoniker, Salzburger Festspiele, 2007, DVD, Naxos